# Henry Tizard
Henry Tizard (Gillingham, 23 agosto 1885 – Fareham, 9 ottobre 1959) è stato uno scienziato britannico.

## Biografia
Nel 1933 divenne presidente del Comitato delle Ricerche Aeronautiche e fu a lungo membro di diversi comitati competenti per la guerra aerea. All'inizio della seconda guerra mondiale fu nominato consigliere scientifico del Capo di Stato Maggiore dell'Aeronautica.
Nei primi mesi del 1940 presentò le dimissioni da molte delle sue cariche non condividendo la politica blanda del governo Chamberlain. All'avvento al potere di  Churchill divenne collaboratore del nuovo ministro dell'aeronautica sir Archibald Sinclair.
Fu uno degli animatori della collaborazione con l'aviazione americana e guidò diverse missioni negli Stati Uniti. È passato alla storia come uno dei protagonisti dello studio del radar e della sua applicazione pratica. Nel 1941 divenne consigliere del ministro della Produzione Aeronautica e durante tutta la guerra diede un importante contributo allo sviluppo della difesa contro gli attacchi aerei sia in patria che in Australia dove si trattenne per diversi mesi durante il 1943.